# Mercury Cyclone
Mercury Cyclone — легковой автомобиль, выпускавшийся с 1964 по 1971 год подразделением Mercury компании Ford. Впервые был представлен в 1964 году под названием Mercury Comet Cyclone в роли преемника S-22 в качестве ориентированной на производительность версии модельного ряда Mercury Comet. Cyclone стал отличительным шильдиком для 1968 модельного года, поскольку Mercury Montego был заменён моделью Comet.
Cyclone располагался между пони-каром Cougar и полноразмерным двухдверным автомобилем Marquis/Marauder. Несмотря на то, что Cyclone в значительной степени затмил Cougar, он позиционировался как маслкар,представляя бренд Mercury в гонках как клон Ford Fairlane Thunderbolt.
Всего выпускалось четыре поколения Cyclone, производство которых закончилось после 1971 модельного года. В 1972 модельном году Cyclone вернулся в качестве опции для Montego; было выпущено всего 30 экземпляров. В рамках производственного цикла Mercury Cyclone не был заменён напрямую. В 1974 году Cougar XR7 был переупакован в персональную роскошную версию Montego.
В 1990 году на Чикагском автосалоне был представлен концепт-кар Mercury Cyclone. Это был четырёхдверный седан с выдвинутой вперёд кабиной, который должен был оснащаться поперечно расположенным двигателем V8. Серийное производство не состоялось.

## Первое поколение (1964—1965)

### 1964

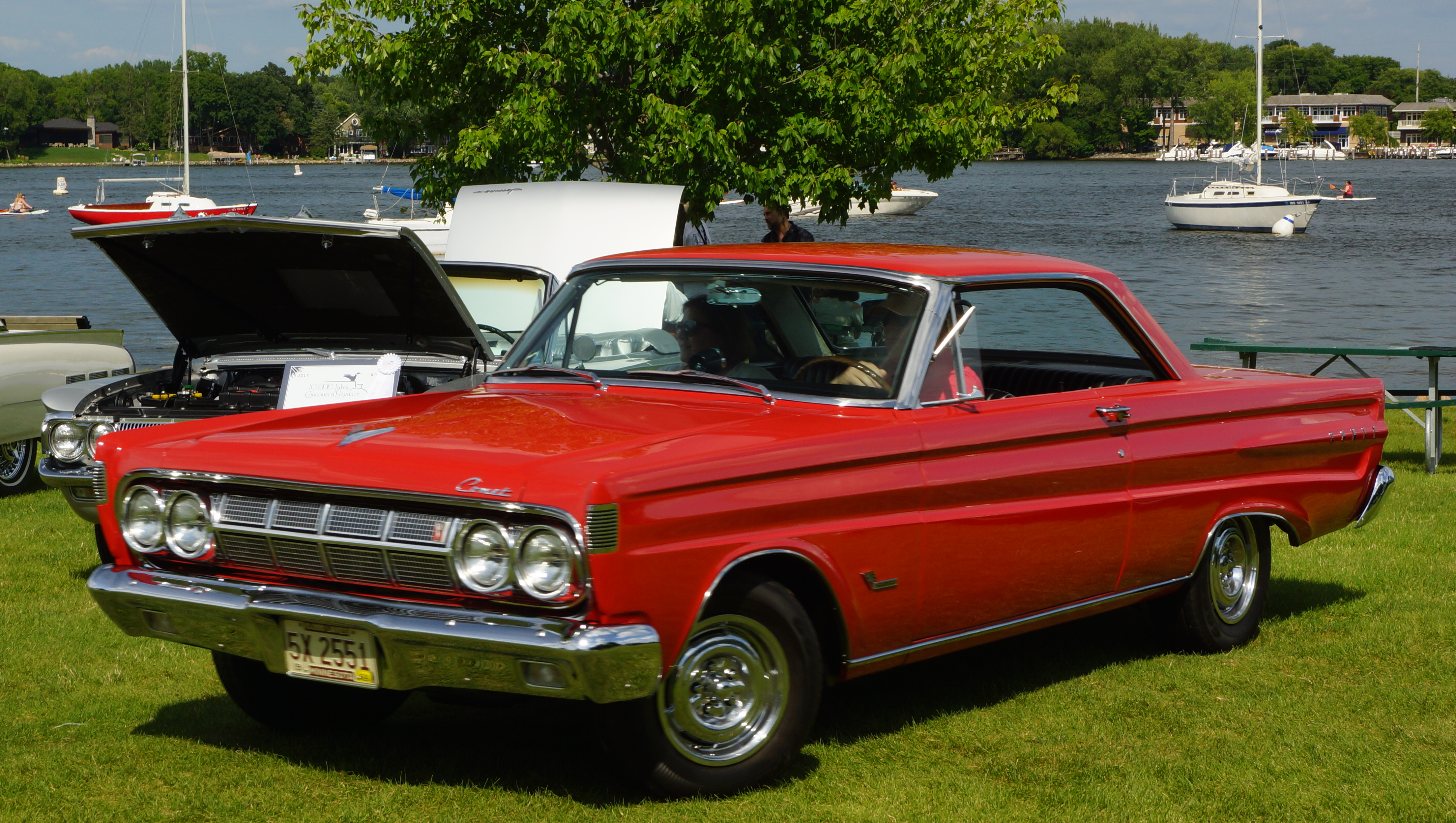
1964 Mercury Comet Cyclone

Изначально Cyclone являлся вариантом Mercury Comet, от которого отличался двигателем объёмом 4736 см3, мощностью 156,6 кВт (210 л. с.) и спортивным внешним видом. Он имел рулевое колесо со спицами и ковшеобразные сиденья. Часть деталей была хромирована.

### 1965

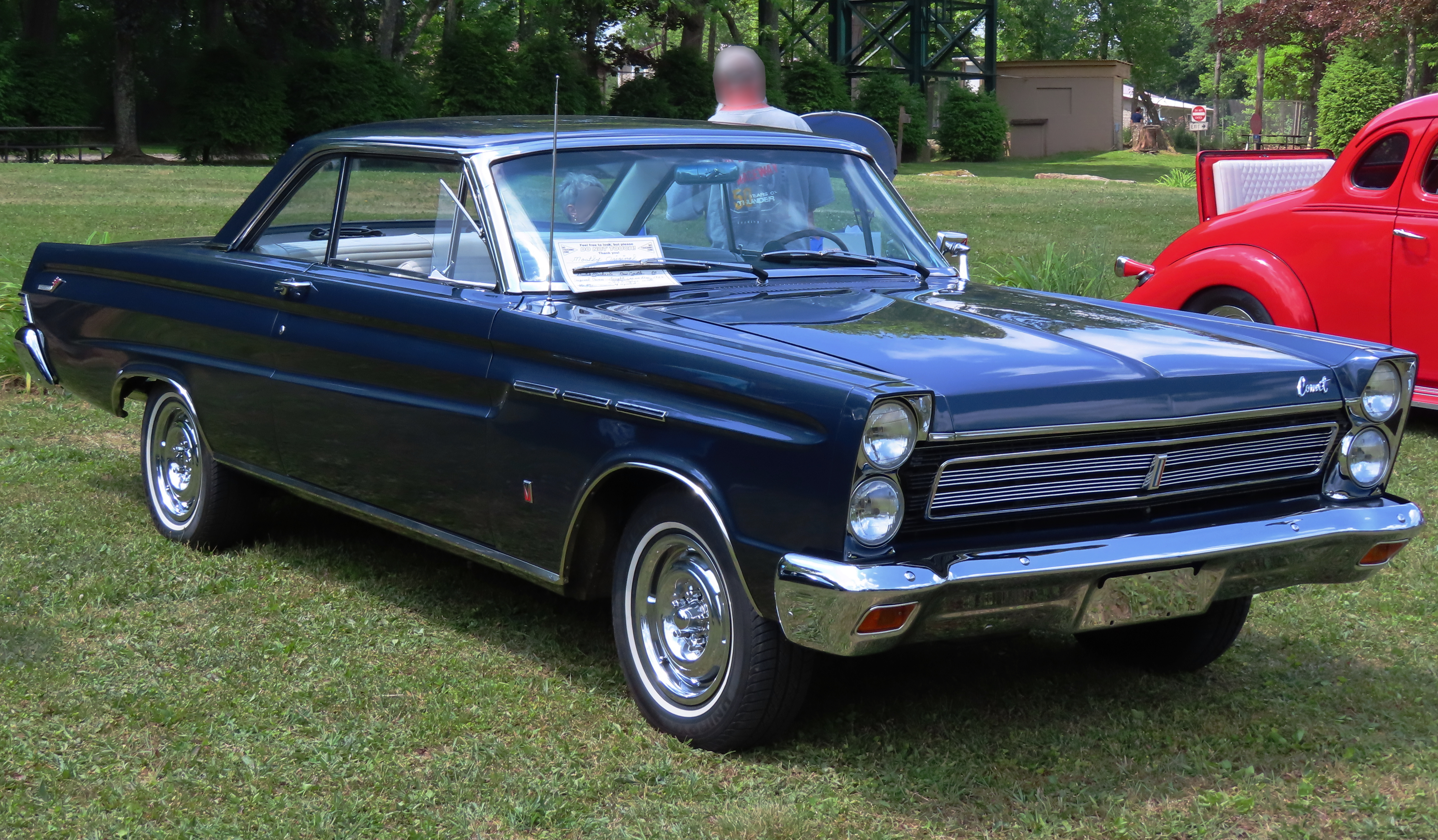
1965 Mercury Comet Cyclone

С 1965 года автомобили оснащались двигателями с четырёхкамерными карбюраторами. Объём двигателей составлял 4736 см3, а мощность — 149,1 кВт (200 л. с.). Автомобили имели несколько вариантов производительности, которые включали в себя пакет управления, специальный вентилятор и заднюю ось с «передачей мощности». Отличительные особенности включали в себя затемняющую радиаторную решётку, ковшеобразные сиденья с прошитыми складками, центральную консоль, хромированные колпаки колёс с гайками, «комплект для переодевания» двигателя, уникальные знаки отличия, виниловую крышу чёрного или белого цвета и приборную панель «Power-Pac».

## Второе поколение (1966—1967)

### 1966

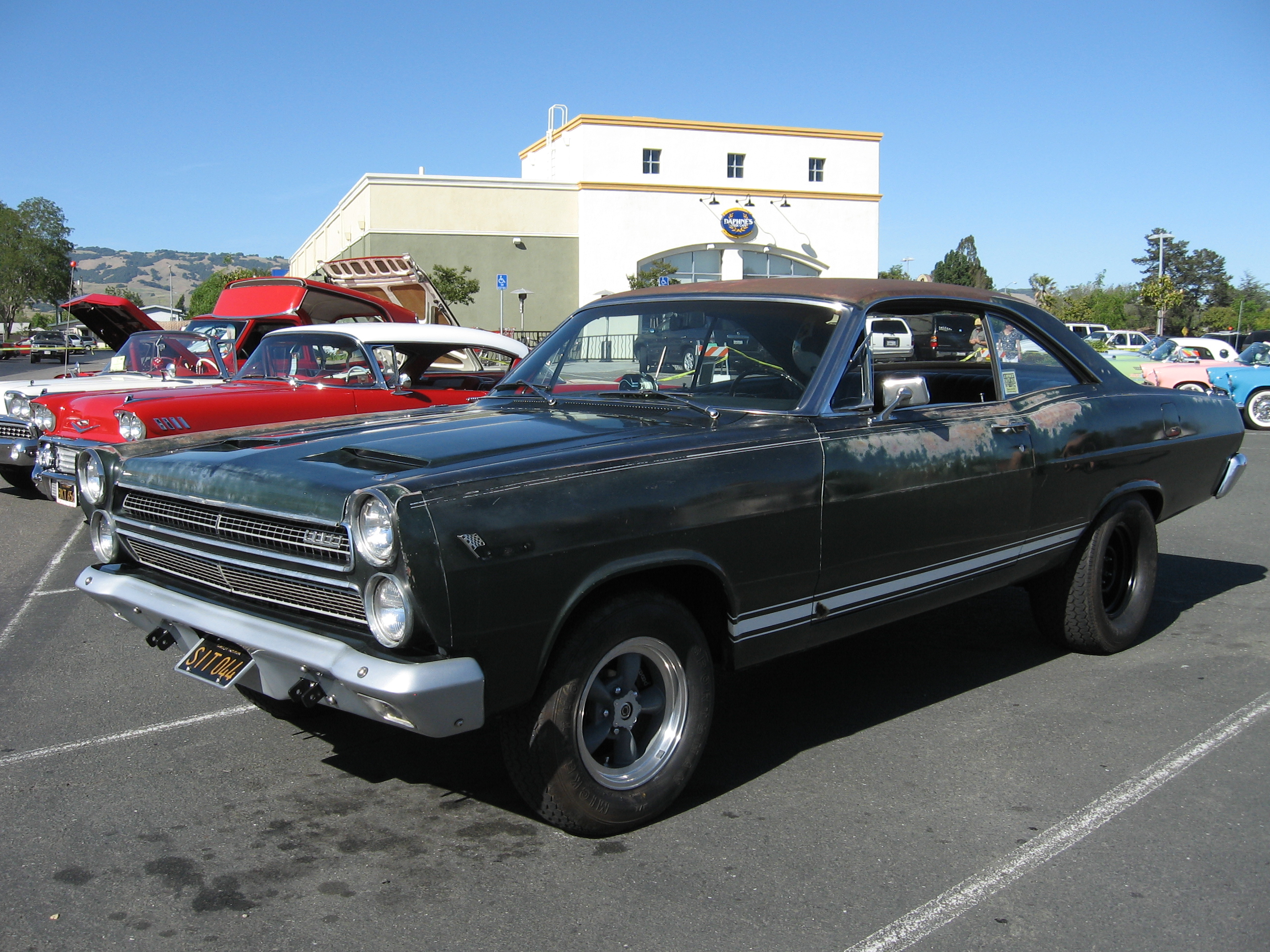
1966 Comet Cyclone

В 1966 году автомобили Mercury Cyclone претерпели серьёзные изменения в стиле. Кузов получил «скульптуру», которая проходила по всей длине автомобиля. Версия 390 Y оснащена двигателем объёмом 6391 см3 с двухкамерным карбюратором мощностью 198 кВт (265 л. с.). Версия 390 H оснащена двигателем с четырёхкамерным карбюратором мощностью 205 кВт (275 л. с.).
Версия 390 S оснащена двигателем объёмом 6391 см3 с четырёхкамерным карбюратором мощностью 250 кВт (335 л. с.). GT отличался автомобильными полосами, стеклопластиковым капотом с двумя воздухозаборниками и несколькими другими вариантами производительности.

### 1967
В 1967 году автомобили Mercury Cyclone выпускались с несколькими вариантами двигателей. Стандартным являлся двигатель V8 объёмом 4736 см3, мощностью 149 кВт (200 л. с.). Версия GT оснащена двигателем объёмом 6391 см3, но мощностью 239 кВт (320 л. с.).

## Третье поколение (1968—1969)

### 1968

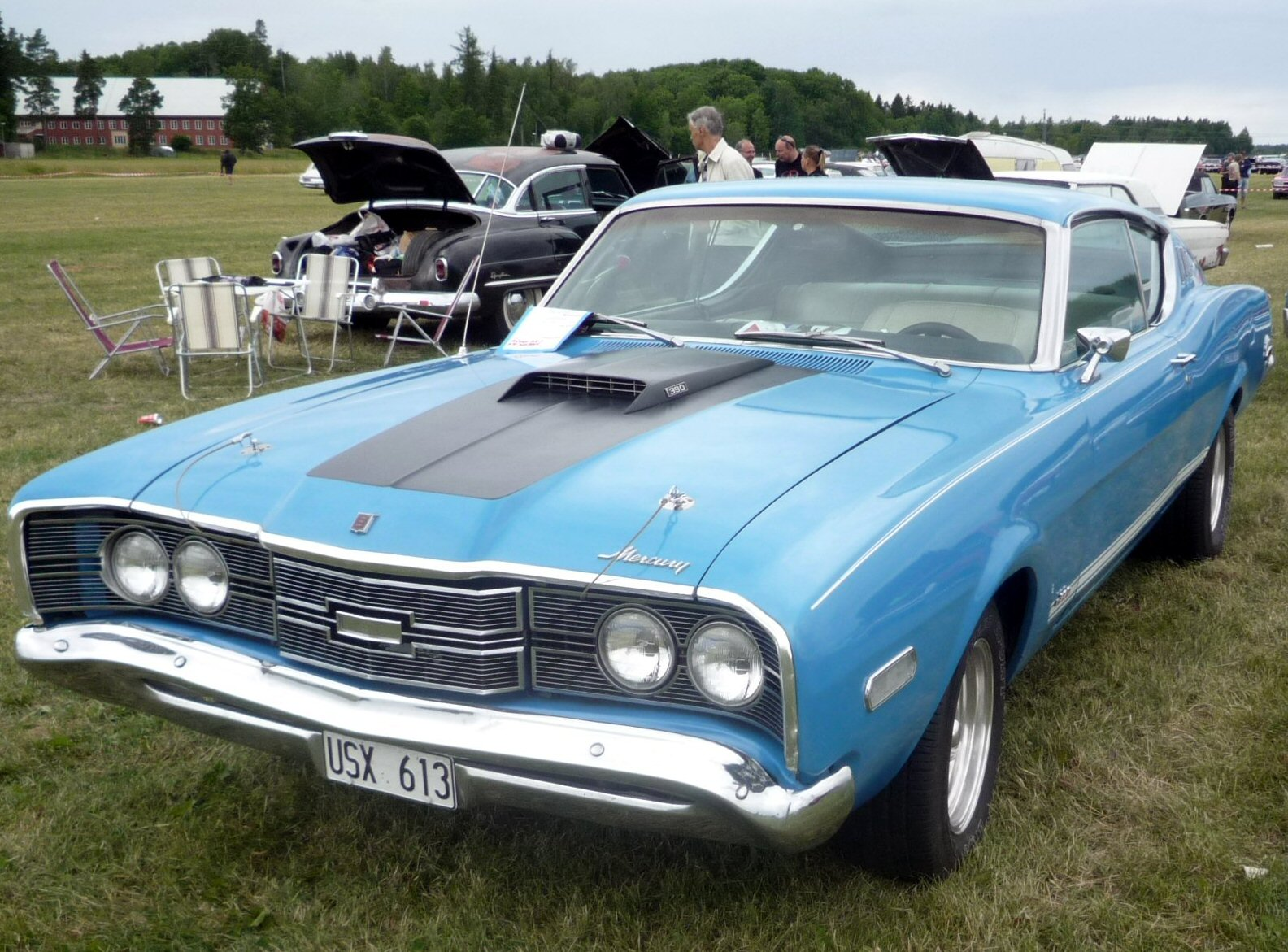
1968 Cyclone

В 1968 году название Comet было исключено. У автомобилей Mercury Cyclone была полоса ленты на кузове на уровне середины шины. У Cyclone GT была полоса верхнего уровня кузова, ковши, широкие шины белого цвета, специальные чехлы для колёс, полностью виниловый салон и специальный пакет для управления. Cyclone был назван самым быстрым автомобилем 1968 года, поскольку в Дайтоне он установил мировой рекорд скорости — 304,52 км/ч.
Стандартный двигатель объёмом 4949 см3 с двухкамерным карбюратором развивал мощность 157 кВт (210 л. с.), а с четырёхкамерным — 172 кВт (230 л. с.). Опциональный двигатель объёмом 6391 см3 с двухкамерным карбюратором развивал мощность 198 кВт (265 л. с.), а с четырёхкамерным — 242 кВт (325 л. с.).
В середине 1968 года была представлена модель 428CJ с двигателем мощностью 335 л. с.

### 1969

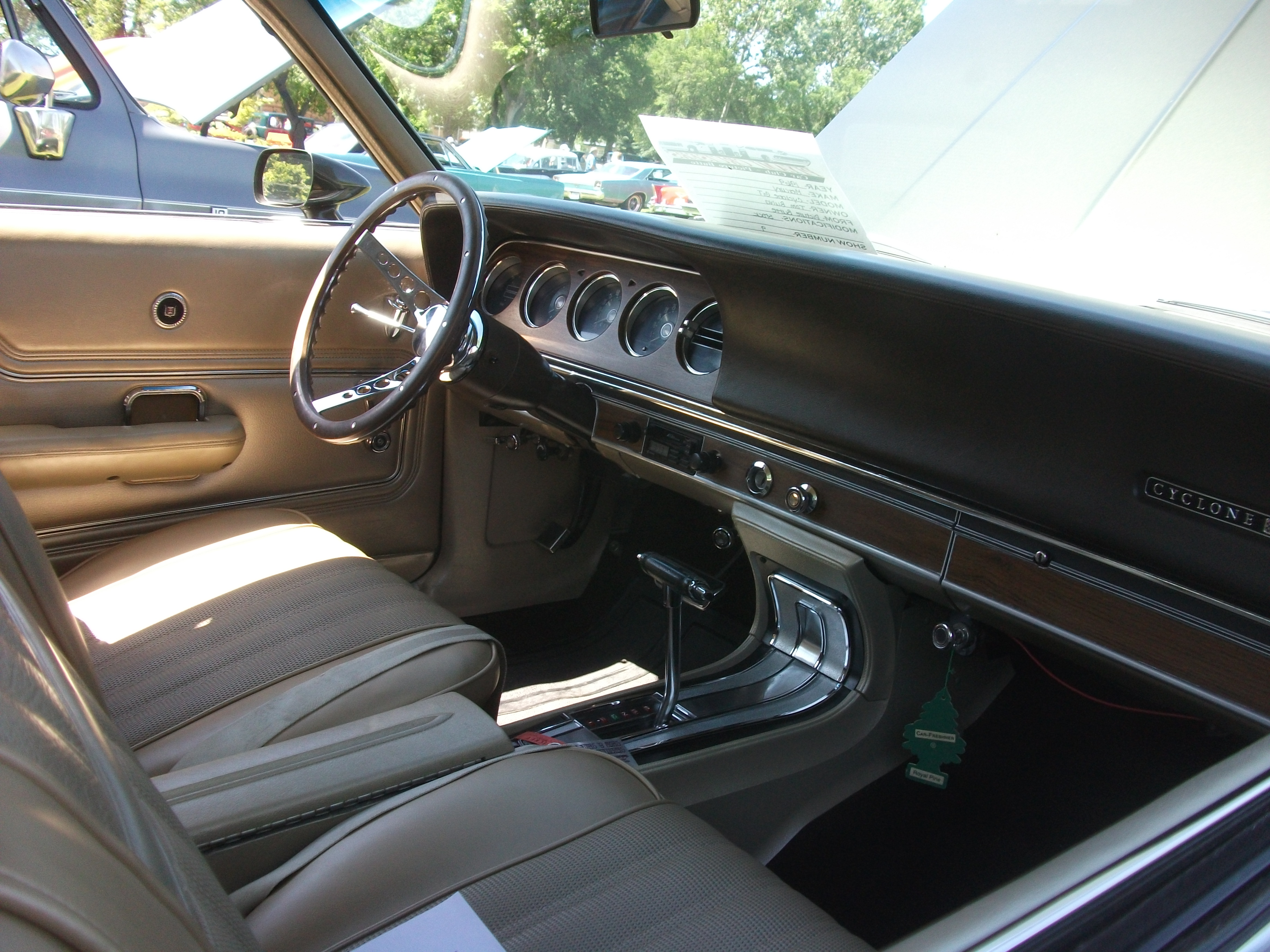
1969 Cyclone GT (интерьер)

В 1969 году у Mercury Cyclone было несколько вариантов двигателей:
- Двигатель объёмом 4949 см3 развивал мощность 164 кВт (220 л. с.);
- Двигатель объёмом 5752 см3 развивал мощность 186—216 кВт (250—290 л. с.);
- Двигатель объёмом 6391 см3 развивал мощность 239 кВт (320 л. с.)[7].

#### Spoiler
Mercury Cyclone Spoiler оснащён двигателем 390 Improved Performance «S», который развивал мощность 325 л. с. с карбюратором Holley.

#### Spoiler II

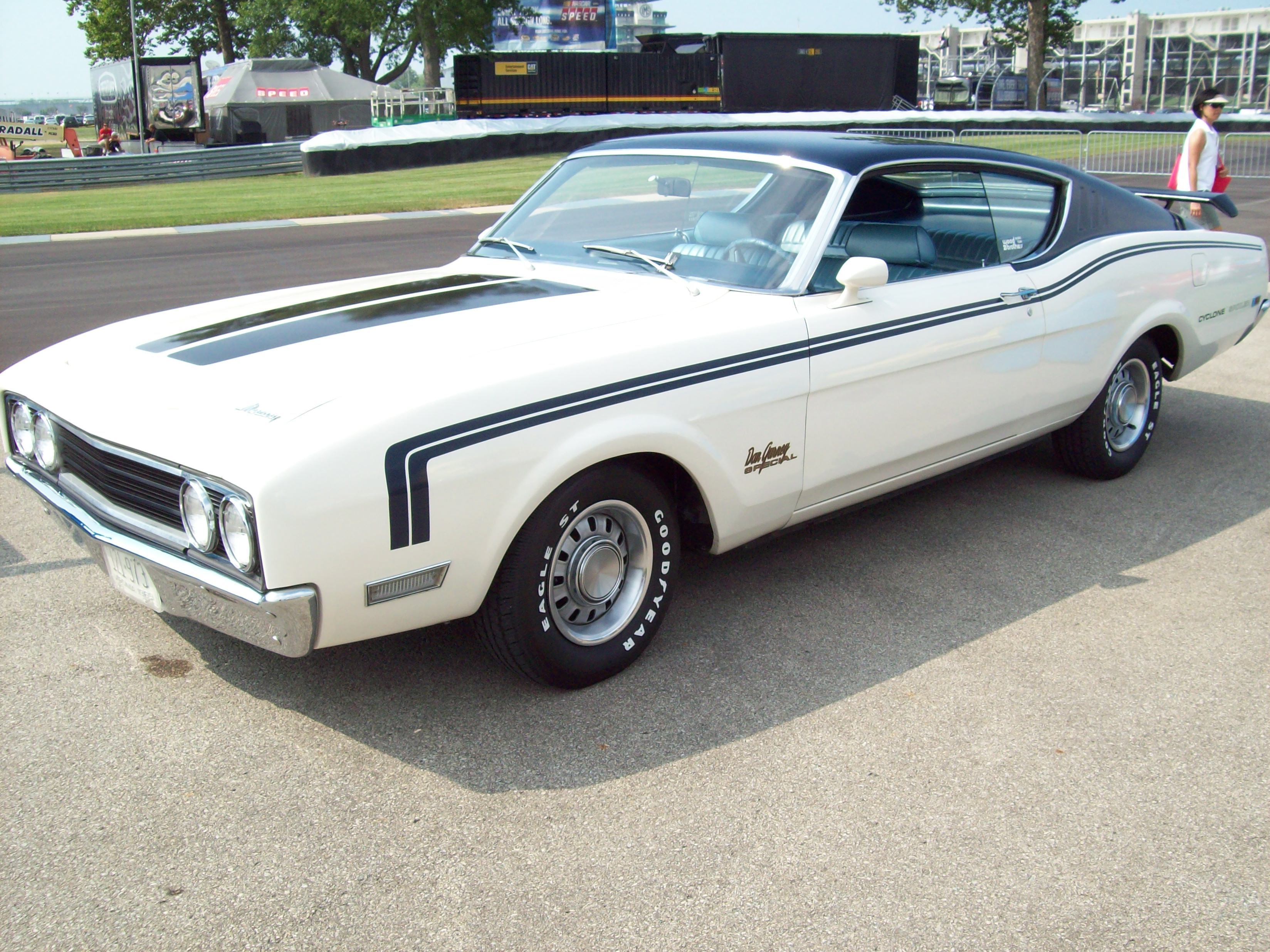
1969 Mercury Cyclone Spoiler II

Компания Mercury выпустила версию Cyclone для NASCAR под названием Cyclone Spoiler II. Автомобиль оснащался двигателями объёмом 5752—7030 см3.

#### Cobra Jet

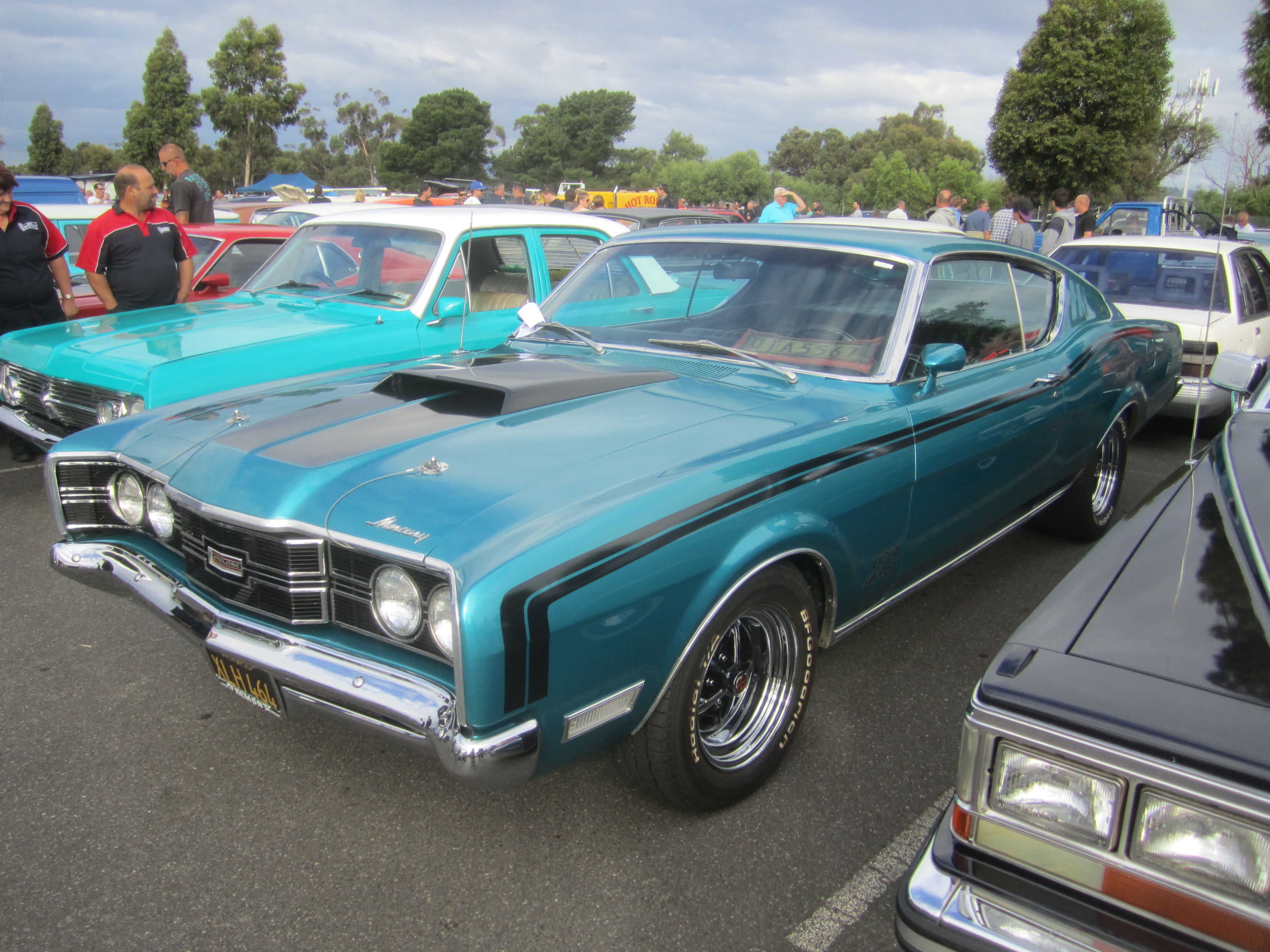
1969 Mercury Cyclone Cobra Jet

Подразделение Mercury также добавило новую модель в модельный ряд Cyclone: Cobra Jet (CJ). Двигатель объёмом 7014 см3 развивал мощность 250 кВт (335 л. с.), имел опцию Ram Air и четырёхкамерный карбюратор Holley.
Mercury Cyclone CJ имел следующие улучшения по сравнению с Cyclone и Cyclone GT: у него была затемнённая радиаторная решётка, двойные выхлопные трубы, передаточное число оси 3:50:1, комплект для «переодевания» двигателя (хромированные детали), полосы капота и пакет услуг по управлению соревнованиями.

## Четвёртое поколение (1970—1971)

### 1970

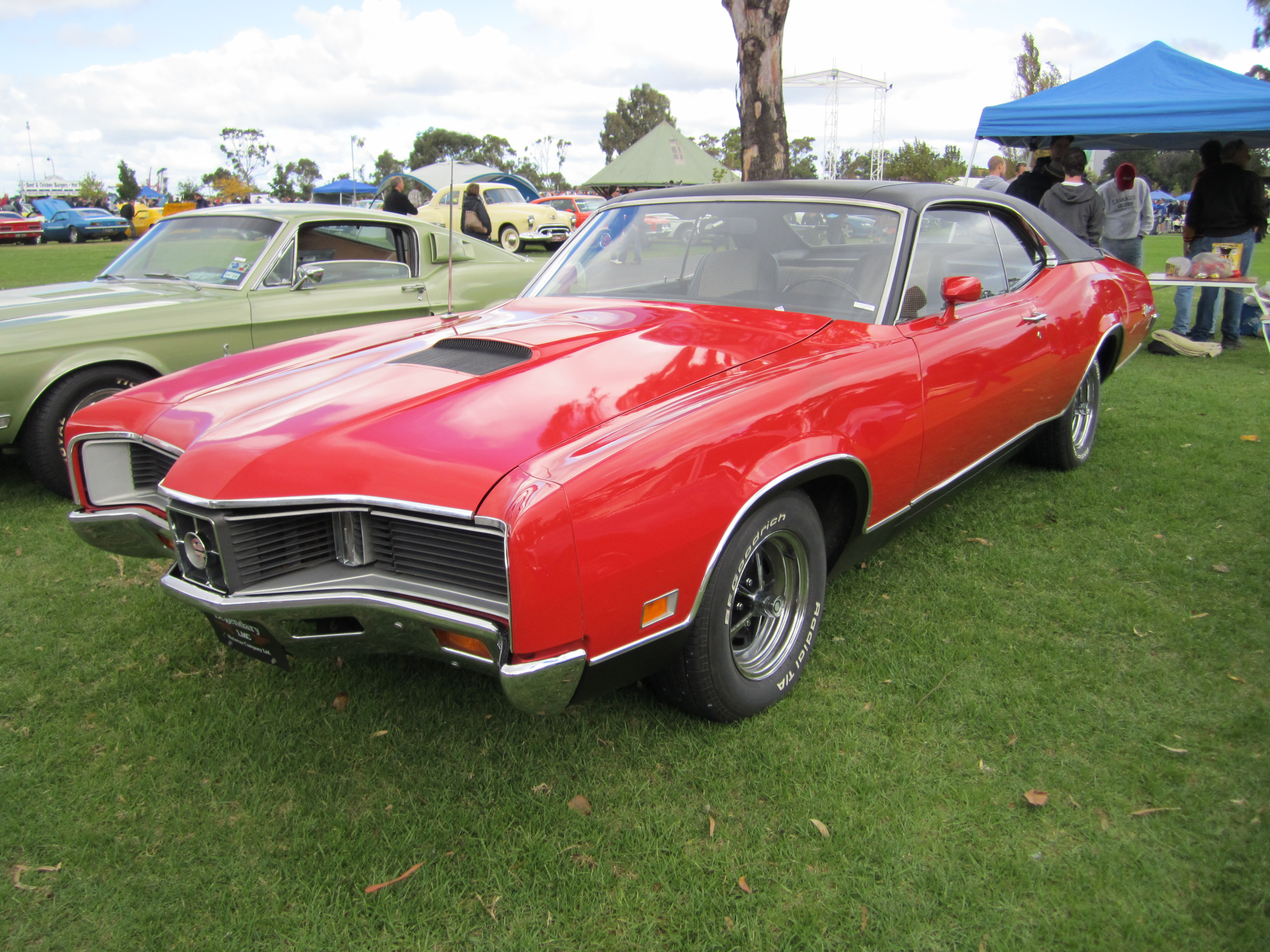
1970 Cyclone GT (429 Cobra Jet)

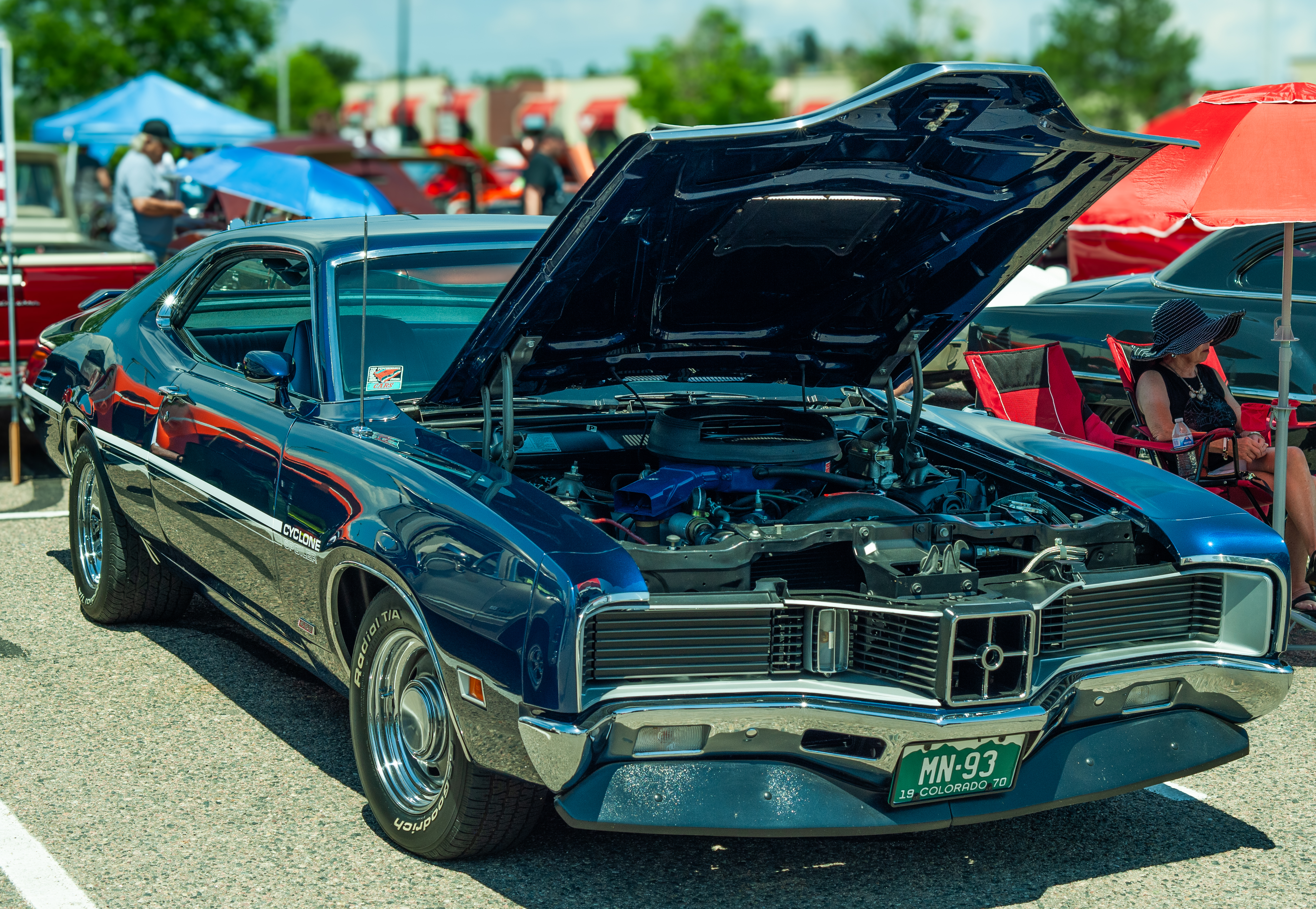
1970 Cyclone Spoiler

Индекс CJ был исключён из линейки Cyclone и применён к некоторым названиям двигателей в серии. Таким образом, были представлены Cyclone, Cyclone Spoiler и Cyclone GT. Автомобили оснащались двигателями V8 объёмом 351—429 кубических дюймов.
Стандартным для базовой модели являлся четырёхцилиндровый двигатель объёмом 7030 см3 с двойным выхлопом, который развивал мощность 268 кВт (360 л. с.) брутто (186 кВт (250 л. с.) нетто). Он применялся в Mercury Marauder X-100 и других полноразмерных автомобилях.
Cyclone также оснащался двумя опциональными двигателями. 429 Cobra Jet оснащён четырёхцилиндровым двигателем объёмом 7030 см3 с двойным выхлопом, но без индукции Ram Air. Он развивал мощность 276 кВт (370 л. с.) брутто (227 кВт (305 л. с.) нетто) и имел карбюратор 720 CFM Rochester Quadrajet 4 BBL. 429 Super Cobra Jet, который был частью опции Drag Pack, оснащён четырёхцилиндровым двигателем объёмом 7030 см3 с двойным выхлопом и индукцией Ram Air, но его мощность составляла 280 кВт (375 л. с.) брутто (250 кВт (335 л. с.) нетто), и он имел карбюратор 780 CFM Holley 4 BBL.

#### 1970 Cyclone Spoiler

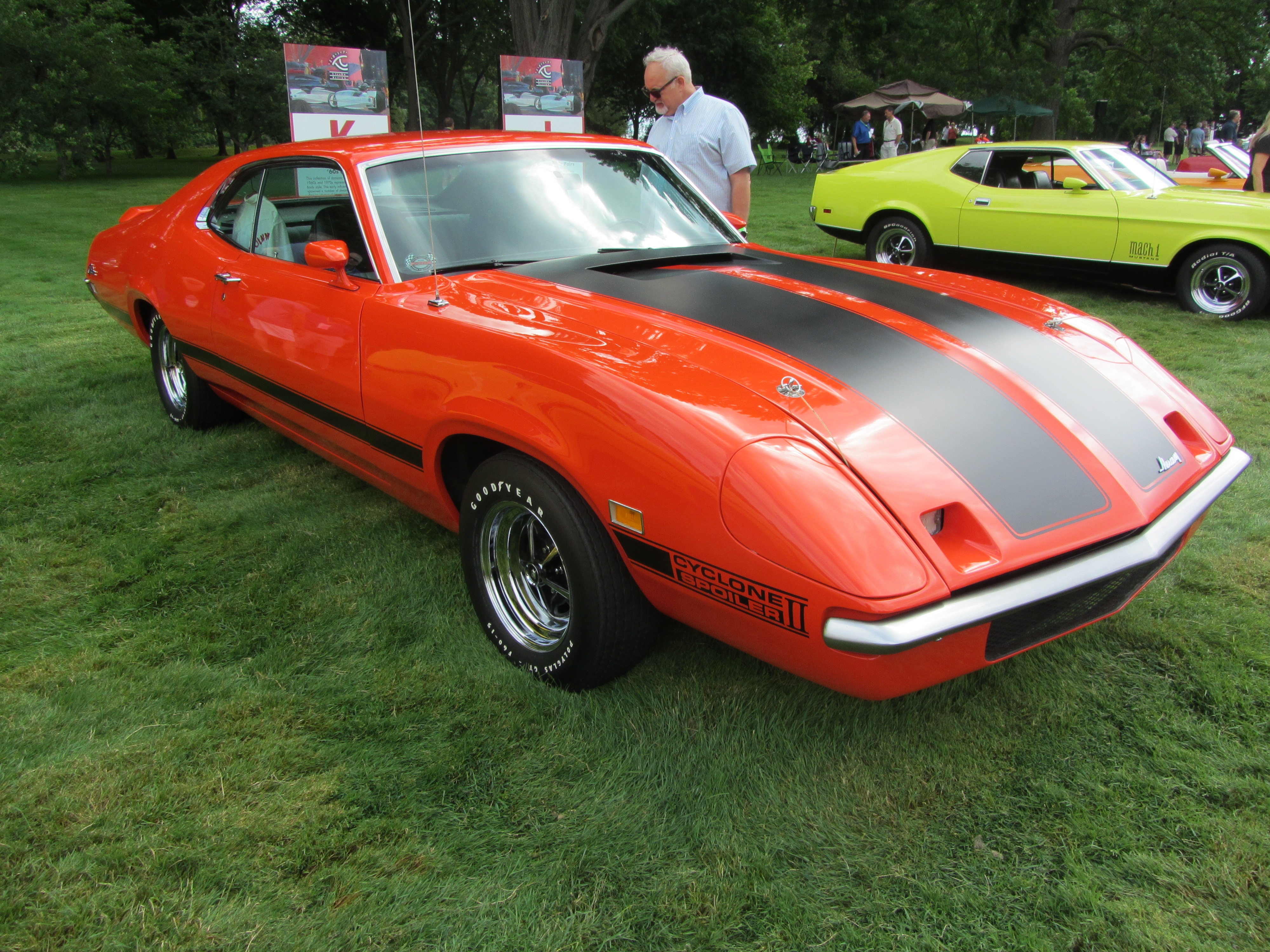
1970 Mercury Cyclone Spoiler II (1 экземпляр)

Cyclone Spoiler был предназначен для тех, кто ориентирован на производительность, с передним и задним спойлерами, чёрными или белыми гоночными полосами, которые шли спереди назад, встроенным функциональным ковшом капота для нагнетания воздуха, спидометром со скоростью 140 миль в час с комплектом из четырёх датчиков, включая тахометр 8000 об/мин с регулируемой красной зоной, виниловыми ковшеобразными сиденьями, двойными гоночными зеркалами и пакетом спортивной подвески. 429 Cobra Jet с Ram Air был стандартным двигателем для Cyclone Spoiler, а 429 Super Cobra Jet с Drag Pak и Super Drag Pak были опциональными. Блок был модернизирован до 4 основных болтов. Механический распредвал оснащён плоским толкателем. Вместо карбюратора Rochester QuadraJet применялся карбюратор Holley. В стандартную комплектацию SCJ входил Drag Pack, в который был добавлен передний масляный радиатор двигателя с передаточным числом главной передачи 3,91, в то время как Super Drag Pack имел главную передачу с передаточным числом 4,30 и дифференциал Detroit «без вращения». Цвета — Competition Yellow, Competition Blue, pastel blue, Competition Gold, Competition Green, Pastel Blue, Competition Gold, Competition Green и Competition Orange, но для премиум-класса существовала программа «цвет вашей мечты» (англ. «color of your dreams»), которой воспользовался 31 покупатель.
В 1970 году также был выпущен один опытный образец Spoiler II.

#### 1970 Cyclone GT
Для спортсмена, который делал больший упор на стиль, чем на скорость, был выпущен Cyclone GT. Базовая комплектация имела комфортные ковшеобразные сиденья, полноразмерную консоль, двойные гоночные зеркала, встроенный ковш капота, который можно было сделать функциональным для опциональной индукции воздуха, скрытые фары, три задних фонаря и уникальную отделку нижней части кузова. Ценой всего этого стиля было наличие двигателя 351 Cleveland с двухкамерным карбюратором и трёхступенчатой механической трансмиссией в стандартной комплектации. Опционально устанавливался двигатель 429 Cleveland с четырёхкамерным карбюратором и четырёхступенчатой автоматической трансмиссией. Странностью GT являлся пакет опций Action, за который ратовали 953 покупателя. Пакет включал в себя роскошные колпаки на колёсах, белые шины на боковинах, крышу и, прежде всего, сиденье, заменяющее стандартные ковшеобразные сиденья, и всё это примерно за 15,6 долларов.

### 1971

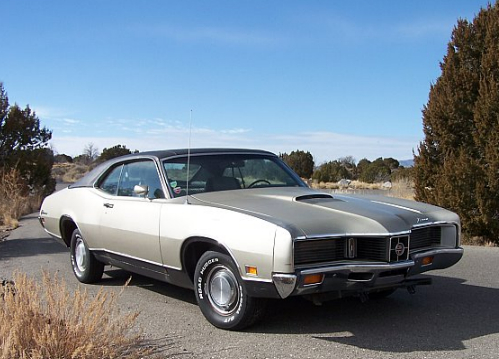
1971 Mercury Montego Cyclone GT

В 1971 году Cyclone продавался под названием Mercury Montego Cyclone. У него было несколько незначительных обновлений стиля. Наиболее заметным было то, что центральная секция радиаторной решётки получила увеличенное кольцо в месте орудия, а GT получил уникальный значок. Спойлер получил переработанный пакет полос, а задний спойлер был окрашен в чёрный цвет, в то время как Base Cyclone теперь имел встроенный ковш капота, по аналогии с GT и Spoiler. Варианты Super Cobra Jet и Drag Pak ушли в историю, а базовым двигателем для Base и Spoiler стал 351 Cleveland с четырёхкамерным карбюратором. Для спойлера Ram Air также стал опцией, в отличие от части пакета для 1970 года. Cyclone конкурировал за покупателей в дилерских центрах Lincoln-Mercury в сегменте спортивных купе, когда было решено предлагать экзотический спортивный автомобиль De Tomaso Pantera, начиная с 1971 года.

## Пятое поколение (1972)

### 1972
В 1972 году Mercury Montego был полностью переработан с конструкцией кузова на раме, передней и задней подвеской с винтовыми пружинами, а также новой более короткой 114-дюймовой колёсной базой для двухдверных моделей. Обозначение Cyclone было возвращено к пакету опций для производительности, который был у Mercury Montego, Mercury Montego MX и Mercury Montego GT. В комплектации входил один из двух двигателей: 4-цилиндровый двигатель Cleveland Cobra Jet объёмом 5752 см3, развивающий мощность 185 кВт (248 л. с.) по SAE, или двигатель объёмом 7030 см3, который развивал мощность 153 кВт (205 л. с.).  В группу опций Cyclone входила функциональная индукция Ram Air через двойные встроенные ковши капота, дифференциал повышенного трения Traction-Lok, F70-14 для автомобилей с двигателями объёмом 5752 см3 и шины G70-14 для автомобилей с двигателями объёмом 7030 см3, колпаки ступиц и декоративные кольца, полосы и идентификация кузова, трёхспицевое рулевое колесо и двойные гоночные зеркала. Двигатель объёмом 5752 см3 сочетался в паре с четырёхступенчатой механической или же с трёхступенчатой автоматической трансмиссией, в то время как двигатель объёмом 7030 см3 сочетался в паре только с автоматической трансмиссией.
Таким образом, в 1972 году было выпущено всего 30 автомобилей Cyclone, 29 Montego GT и один Montego MX. 20 из них были оснащены двигателем объёмом 7030 см3.

## Производственные показатели
| Mercury (Comet) Cyclone (1964—1972) | Mercury (Comet) Cyclone (1964—1972) | Mercury (Comet) Cyclone (1964—1972)     |
| Год                                 | Произведено (все версии)            | Примечания                              |
| ----------------------------------- | ----------------------------------- | --------------------------------------- |
| 1964                                | 7,454                               |                                         |
| 1965                                | 12,347                              |                                         |
| 1966                                | 8,194                               |                                         |
| 1967                                | 6,910                               | 809 кабриолетов                         |
| 1968                                | 13,628                              | 6439 Spoiler                            |
| 1969                                | 9,143                               | 5,882 Cyclone + 3,261 Cyclone CJ        |
| 1970                                |                                     | 1,695 Cyclone, 10,170 GT, 1,631 Spoiler |
| 1971                                |                                     | 444 Cyclone, 2,287 GT, 353 Spoiler      |
| 1972                                |                                     | 30 Cyclone                              |